# Vester Alling Sogn
Vester Alling Sogn er et sogn i Norddjurs Provsti (Århus Stift).
I 1800-tallet var Vester Alling Sogn anneks til Øster Alling Sogn. Begge sogne hørte til Sønderhald Herred i Randers Amt. Vester Alling Sogn tilhørte Øster Alling-Vester Alling Kommune fra 1842 til 1966. Kommunen gik i 1966 frivilligt ind i Gammel Estrup Kommune. Ved kommunalreformen i 1970 kom Vester Alling Sogn med i Sønderhald Kommune, og efter strukturreformen i 2007 tilhører sognet Norddjurs Kommune.
I Vester Alling Sogn ligger Vester Alling Kirke.
I sognet findes følgende autoriserede stednavne:
- Hedegårde (bebyggelse)
- Knivhøj (areal)
- Møgelhøj (areal)
- Vester Alling (bebyggelse, ejerlav)

Sognet var med en medlemsandel pr. 1. januar 2016 på 97,3% det sogn i landet, der havde den højeste procentvise andel af folkekirkemedlemmer.